# Manjul Bhargava
Manjul Bhargava (n. 8 august 1974, Hamilton, Ontario, Canada) este un matematician canadian, de origine indiană.
Este profesor la Universitatea Princeton și Universitatea din Leiden și mai deține funcția de profesor adjunct la Tata Institute of Fundamental Research din Mumbai, la Indian Institute of Technology Bombay și la Universitatea din Hyderabad.
Este cunoscut pentru contribuțiile deosebite din teoria numerelor.
Pentru activitatea sa, în 2014 a primit Medalia Fields din partea Uniunii Matematice Internaționale.
I se atribuie un număr Erdős de valoare 2.
S-a născut în Canada din părinți emigrați din India și a petrecut copilăria la Long Island.
În 1996 este absolvent al Universității Harvard.
În același an primește premiul „Morgan Prize” pentru cercetările sale.
Teza sa de doctorat a vizat generalizarea legii lui Gauss privind formele pătratice binare.
Printre contribuțiile sale se numără:
- Paisprezece noi legi de compoziție de tip Gauss.
- Determinarea densității asimptotice a discriminanților corpurilor de numere cuartice și cuintice.
- Demonstrarea primelor cazuri ale heuristicii Cohen-Lenstra-Martinet pentru grupul claselor de ideale.
- Demonstrarea teoremei Conway–Schneeberger din teoria numerelor.
- O generalizare a funcției factorial, care i-a permis demonstrarea conjecturii lui Pólya.
- Demonstrarea (împreună cu Arul Shankar) a conjecturii „Birch și Swinnerton-Dyer.